# 武田鉄矢のぐるり日本!三度笠
『武田鉄矢のぐるり日本!三度笠』（たけだてつやのぐるりにほん さんどがさ）は、1991年10月18日から1992年9月25日までテレビ東京系列局で放送されていたテレビ東京製作の旅番組である。放送時間は毎週金曜 19:00 - 19:30 （日本標準時）。
武田鉄矢が自身の付き人数人とともに東京のどこか一箇所を重点的に探索し、その場所の薀蓄を語っていた番組。武田たちは土工の衣装を着て出演していた。テーマ曲には、海援隊の「思えば遠くへ来たもんだ」が使われていた。
| テレビ東京系列 金曜19:00枠                                     | テレビ東京系列 金曜19:00枠                                     | テレビ東京系列 金曜19:00枠                                                  |
| 前番組                                                         | 番組名                                                         | 次番組                                                                      |
| -------------------------------------------------------------- | -------------------------------------------------------------- | --------------------------------------------------------------------------- |
| 金曜大自然特集 （1991年9月6日 - 1991年9月20日） ※19:00 - 19:54 | 武田鉄矢のぐるり日本!三度笠 （1991年10月18日 - 1992年9月25日） | 激突!アメリカン筋肉バトル （1992年10月16日 - 1993年3月12日） ※19:00 - 19:54 |

| スタブアイコン | サブスタブ | この項目は、まだ閲覧者の調べものの参照としては役立たない、テレビ番組に関連した書きかけの項目です。この項目を加筆・訂正などしてくださる協力者を求めています（P:テレビ/PJ:放送または配信の番組）。 |